# Пігмаліон і Галатея (фільм, 1898)
«Пігмаліон і Галатея» (фр. Pygmalion et Galathée) — короткометражний німий фільм Жоржа Мельєса, який було знято у 1898 році, а прем'єра відбулася в США у 1903 році. Фільм заснований на стародавньому міфі про Пігмаліона.

## Сюжет
Пігмаліон працює над статуєю Галатеї. Митець шалено закоханий у своє творіння. Коли робота завершується, Галатея оживає. Пігмаліон намагається обійняти її та вона чарівним чином змінює місце. Потім верхня і нижня половини її тіла розпадаються. Дві половинки Галатеї з'єднуються знову разом, але як тільки він збирається поцілувати її наостанок, вона відступає на свій п'єдестал і знову стає статуєю.

## Випуск фільму
Фільм був випущений компанією Мельєса, Star Film, під номером 156 у своїх каталогах. Вважається, що він був втрачений до 1993 року, коли копія кінофільму була знайдена на горищі в Барселоні. Ідеї міфу повернулися в пізніших фільмах Мельєса, серед яких «Брамін і метелик» (1901), де підкреслюється сила жінки та свобода вибору, і який Дженніфер Форрест підсумувала як «сценарій Пігмаліона і Галатеї, що пішов не так»; «Урок малювання, або Жива статуя» (1903), де пустотливий фокусник створює не менш пустотливу Галатею, щоб спантеличити викладача малювання; та «Десять дам під однією парасолькою» (1903), де схожий на Пігмаліона Мельєс заклинає жінок перед вивіскою «Театр Галатея».